# Frontera entre França i Espanya

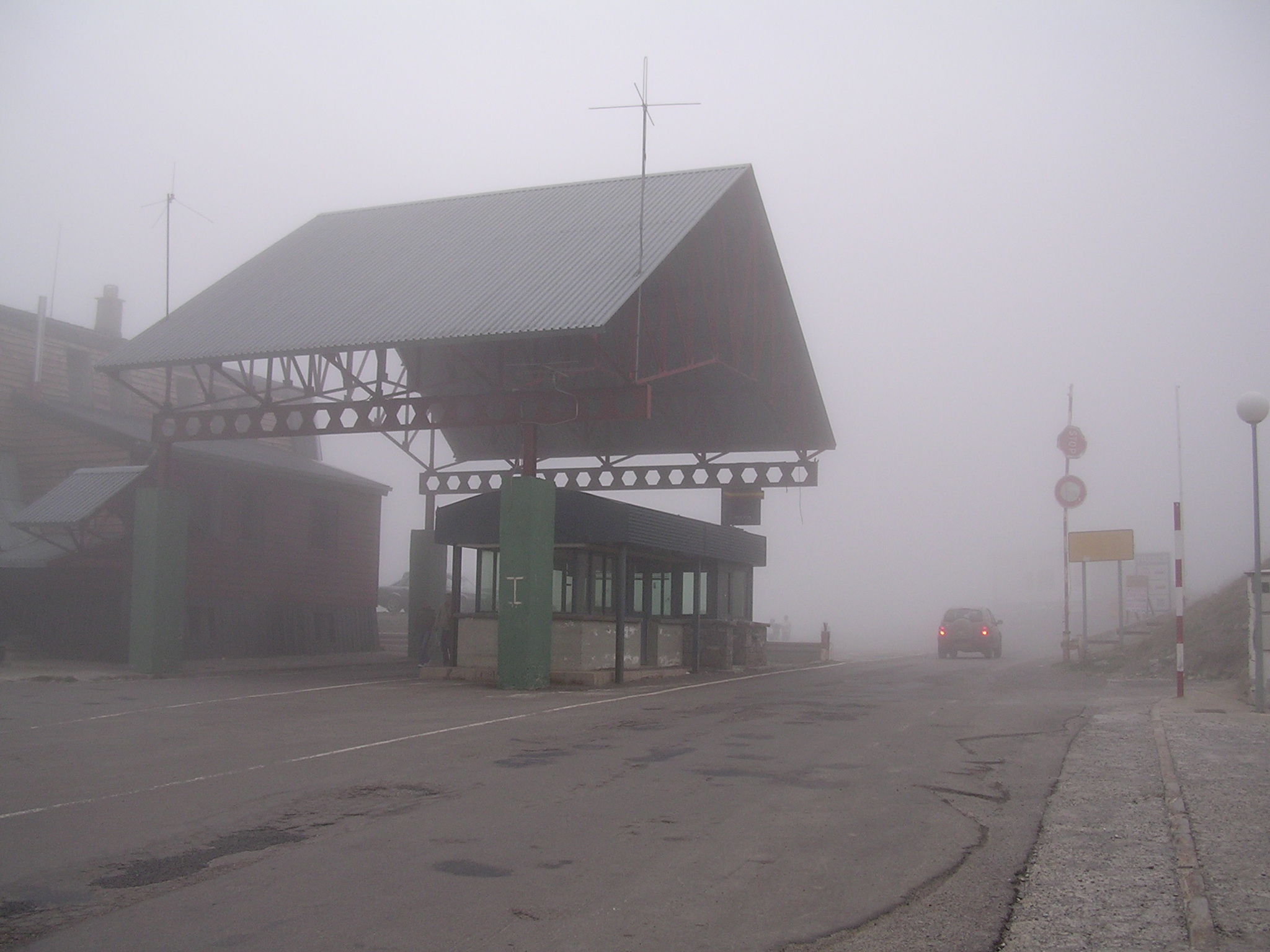
Frontera a Portalet d'Aneu.

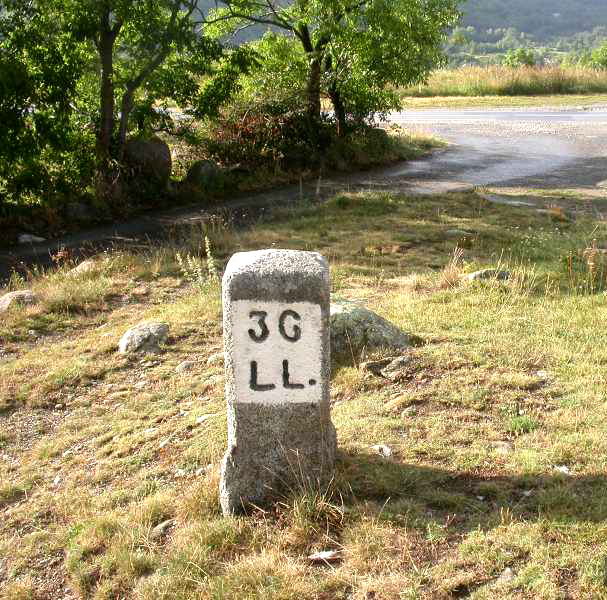
Fita que indica la frontera entre Llívia i Angostrina i Vilanova de les Escaldes.

La frontera estatal francoespanyola és la frontera entre l'Estat espanyol i l'Estat francès. Definida formalment l'any 1659, separa ambdós països des d'Hendaia i Irun a l'oest, recorrent sobreposadament els Pirineus, fins a Cervera de la Marenda i Portbou, tocant la mar Mediterrània.

## Característiques

### Frontera principal
La frontera francoespanyola s'estén al llarg de 656,3 kilòmetres, al sud-oest de la República Francesa i el nord-est del Regne d'Espanya. Comença a l'oest sobre el Mar Cantàbric entre les poblacions basques d'Hendaia i Irun (43° 22′ 32″ N, 01° 47′ 31″ O / 43.37556°N,1.79194°O). La frontera segueix cap a l'est, al llarg dels Pirineus fins a Andorra (42° 36′ 13″ N, 1° 26′ 30″ E / 42.60361°N,1.44167°E). En aquest punt, el petit país interromp la frontera francoespanyola en 63,7 km pel costat espanyol i 56 km pel costat francès. Continua per l'est (42° 30′ 09″ N, 01° 43′ 34″ E / 42.50250°N,1.72611°E), fins a arribar a la mar Mediterrània a través de la Punta de l'Ocell, accident geogràfic situat entre les poblacions catalanes de Cervera de la Marenda i Portbou (42° 26′ 09″ N, 03° 10′ 26″ E / 42.43583°N,3.17389°E).
D'oest a est, travessant la frontera:
- Estat espanyol
  - Província de Guipúscoa (Euskadi)
  - Navarra
  - Província d'Osca (Aragó)
  - Província de Lleida (Catalunya) amb la Vall d'Aran
  - Província de Girona (Catalunya)
- Estat francès
  - Pirineus Atlàntics (Nova Aquitània)
  - Alts Pirineus (Occitània)
  - Alta Garona (Occitània)
  - Arieja (Occitània)
  - Pirineus Orientals (Occitània)

La frontera entre Espanya i França segueix aproximadament la línia dels cims més elevats, deixant al vessant nord l'estat francès i al sud l'estat espanyol. Aquesta norma general té, però, algunes excepcions.
Territoris d'Espanya al vessant nord:
- Catalunya: la pràctica totalitat de la Vall d'Aran; la petita porció de territori que conforma la capçalera de la Ribera de les Salines, amb el santuari de la Mare de Déu de les Salines, administrativament del municipi de Maçanet de Cabrenys (Alt Empordà)[1]
- Navarra: els municipis de Zugarramurdi i Urdazubi (vall de Xareta), el de Luzaide, i una franja de 12 km de prats i aiguavessants compresos entre el Quinto Real i Aldude; així mateix, la part septentrional de la selva d'Irati, ubicada completament al vessant sud de la serralada, forma part de la Baixa Navarra (estat francès)

Territoris de França al vessant sud:
- L'Alta Cerdanya; una porció de terreny de la comuna de Costoja (Vallespir); el Fort de Bellaguarda i el seu entorn (municipi del Pertús).[2]

Tot el Principat d'Andorra és ubicat al vessant sud la serralada, a excepció del Pas de la Casa, que està encarat al nord.

### Llívia
Llívia és l'únic enclavament situat a les vores de la frontera entre ambdós Estats. Concretament, pertany a l'espanyol (província de Girona) i està envoltat per territori francès (Pirineus Orientals).

### Illa dels Faisans
Poc després de l'inici de la frontera occidental, seguint el curs del riu Bidasoa, es troba l'Illa dels Faisans (en basc Konpantzia) ubicada enmig del riu, té un règim de fronteres particular: és un condomini, en què la sobirania és compartida entre els dos Estats.

## Història

### Antecedents
El traçat formal de la frontera francoespanyola es remunta a la signatura del Tractat dels Pirineus entre ambdós regnes l'any 1659. A aquest el succeiria el Tractat de Llívia de l'any següent, amb el qual es transferia a França la sobirania de diversos pobles de la vall de Querol.
Posteriorment, es ratificarien alguns acords sobre zones puntuals: el conveni signat a Perpinyà el 1764, que establia els límits entre l'Empordà i el Coll del Pertús o el tractat d'Elizondo de 1785, amb el qual es marcaven els límits a l'altura d'Aldude i Luzaide.

### Tractats de Baiona
La delimitació definitiva, que en la seva major part segueix vigent, entrà en vigor amb la signatura dels Tractats de Baiona entre 1856 i 1868. Durant els mandats de la reina d'Espanya Isabel II i de l'emperador francès Napoleó III es firmaren entre ambdós països diversos acords que establiren la frontera:
- El tractat de 1856, en el qual es marquen els límits entre les províncies de Guipúscoa i Navarra.
- El tractat de 1862, que assenyalava els límits entre les províncies d'Osca i Lleida.
- El tractat de 1866, que feia el mateix des de la vall d'Andorra fins a la mar Mediterrània.
- L'acta final de l'arranjament de límits, firmada el 1868.

### Modificacions posteriors
Posteriorment, ambdós països arribaren a acords menors sobre el mateix punt. L'any 1980 es firmà un conveni per a definir la frontera a l'interior del túnel Bielsa-Aragnouet, i l'any 1984, amb motiu de la construcció de la carretera que uniria la vall de Roncal amb Areta, es va acordar la cessió mútua de terrenys de 2.710 m² de superfície.
L'any 1995, amb l'entrada en vigor dels acords de Schengen, es varen suprimir els controls fronterers de persones i mercaderies, garantint així la lliure circulació a través de la frontera.

## Fitació

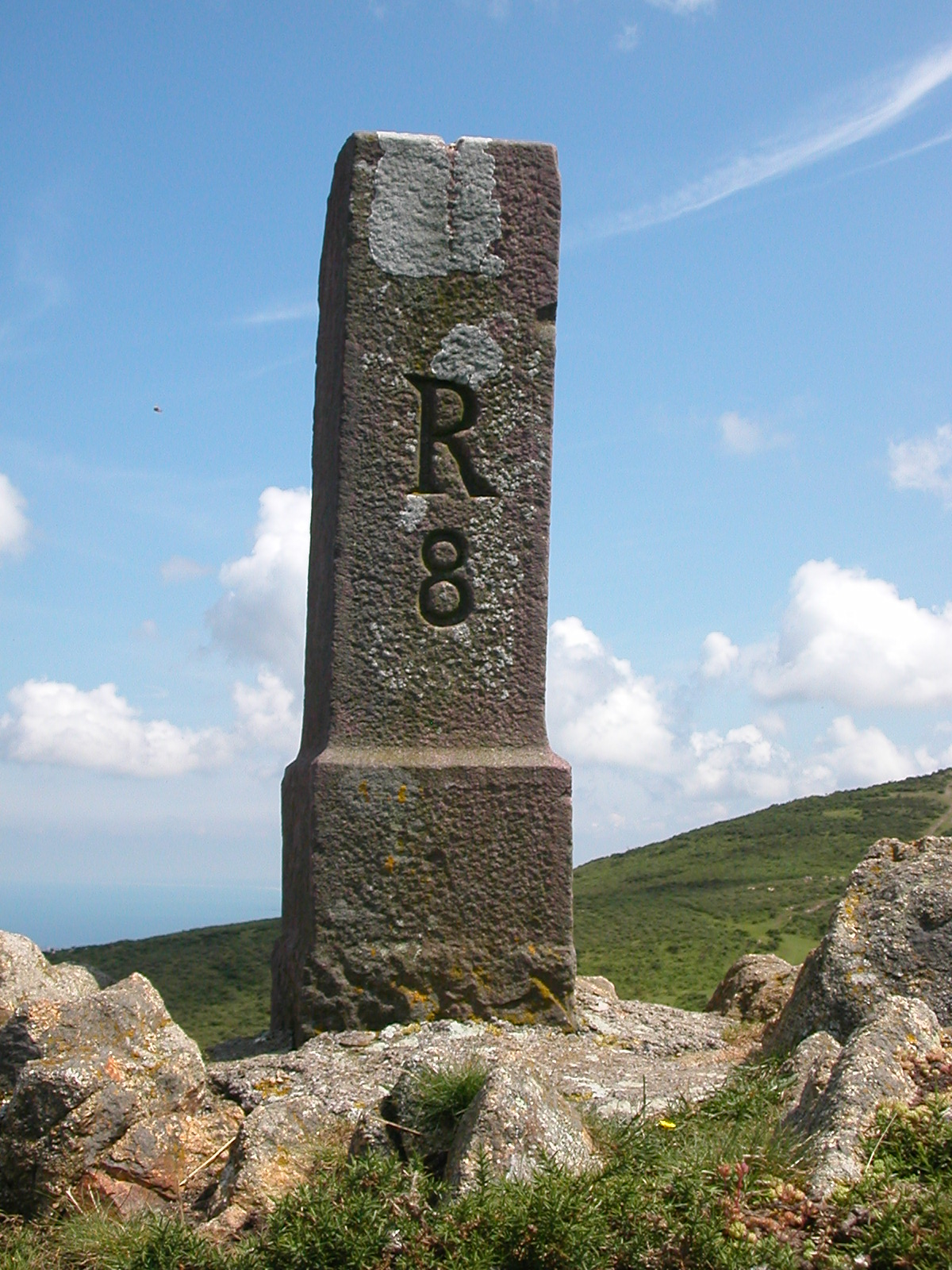
Fita limítrofa entre Bera i Biriatu.

Arran dels acords dels tractats de Baiona, la frontera es troba físicament assenyalada amb 602 fites que marquen sobre el terreny la divisió entre ambdós Estats. Aquestes fites estan numerades d'oest a est: la primera situada a la riba del riu Bidasoa i l'última al cap de Cervera, marcades amb números i lletres consecutives. A més a més, unes 45 fites marquen la frontera al voltant de Llívia; essent numerades en sentit contrari a les agulles del rellotge a partir del número 1, situada a l'entrada de la carretera francesa RD-68 a l'enclavament.
El manteniment d'aquesta senyalització corre indistintament a compte dels dos Estats.

## Principals passos fronterers
- Biriatu / Irun
- Ibardin
- Larrun
- Col de Lizuniage
- Col de Lizarrieta
- Urdazubi / Ainhoa
- Col d'Iguskiegui
- Col d'Ispéguy
- Col d'Esnazu
- Arnegi / Luzaide
- Port de Larrau
- Col de la Pierre Saint-Martin
- Pas d'Arlas
- Somport
- Portalet d'Aneu
- Port de Boucharo
- Túnel de Bielsa-Aragnouet
- Eth Portilhon
- Eth Pònt de Rei
- La Guingueta d'Ix / Puigcerdà
- Coll d'Ares
- Pont del Riu Major
- Coll del Pertús

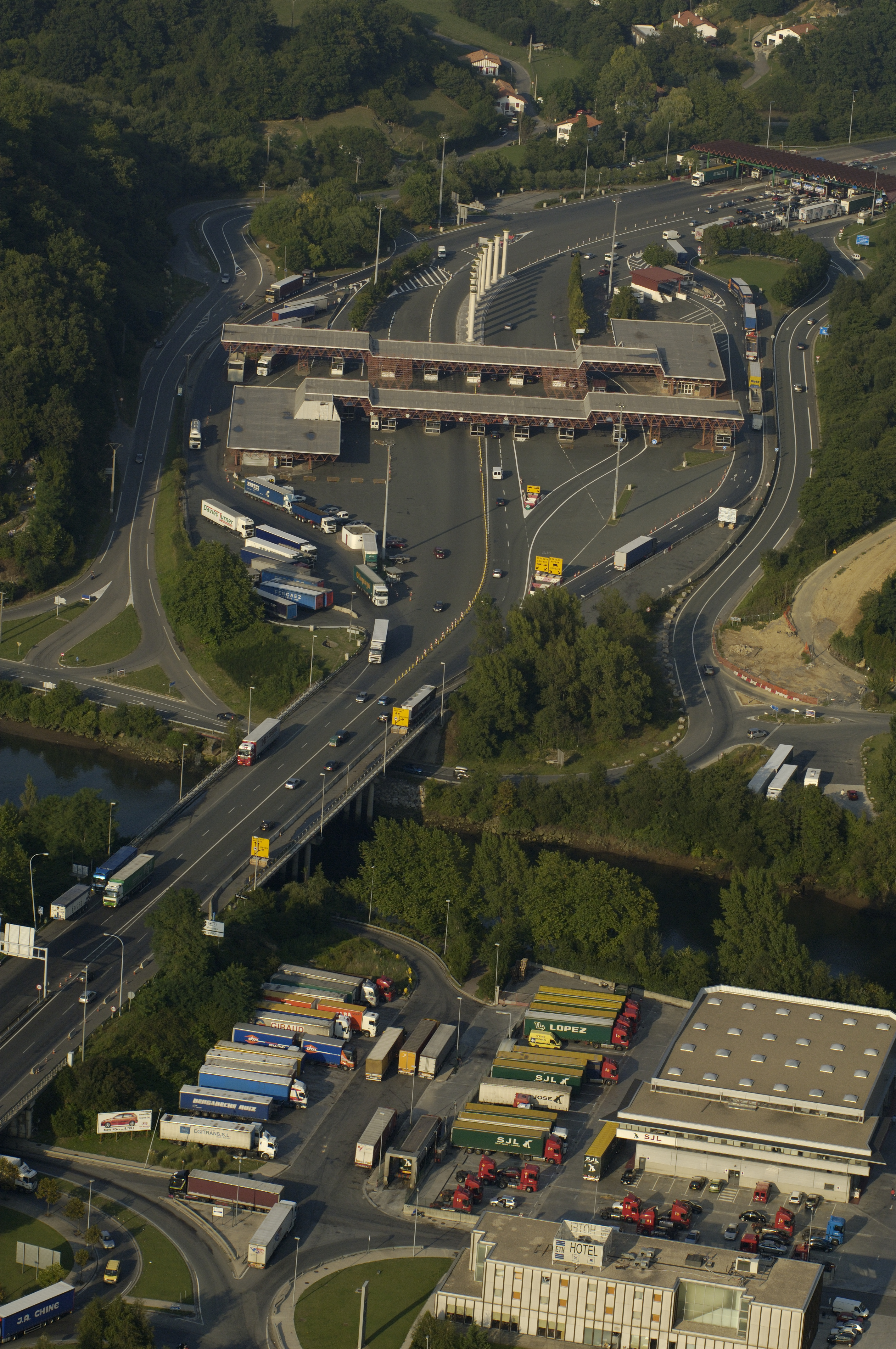
Antic passo fronterer hispanofrancès a Biriatu, sobre l'autopista A63.

- Coll dels Belitres (Cervera de la Marenda / Portbou)